# Mission d'observation des Nations unies à Prevlaka
La mission d'observation des Nations unies à Prevlaka a été établie le 15 janvier 1996 par la résolution 1038 du Conseil de sécurité comme une mission de maintien de la paix chargée de surveiller la démilitarisation de la péninsule de Prevlaka, faisant l'objet d'un différend territorial, en effectuant des patrouilles journalières à pied et en voitures des deux côtés de la frontière entre la Croatie et la Communauté d'États de Serbie-et-Monténégro (dont son entité fédérée du Monténégro).
Après avoir mené à bien son mandat, le Conseil de sécurité, par sa résolution 1437 (2002), a décidé de mettre fin à la MONUP le 15 décembre 2002,.

## Sources
- (en) Cet article est partiellement ou en totalité issu de l’article de Wikipédia en anglais intitulé « United Nations Mission of Observers in Prevlaka » (voir la liste des auteurs).

## Compléments